# Coenobita carnescens
Coenobita carnescens is een tienpotigensoort uit de familie van de Coenobitidae. De wetenschappelijke naam van de soort is voor het eerst geldig gepubliceerd in 1851 door Dana.